# Гребенюк, Владимир Иванович
Владимир Иванович Гребенюк (24 сентября 1936, Кропоткин, Краснодарский край — 21 декабря 2024, Москва) — советский военачальник, политработник. Генерал-полковник (1991).

## Биография
Родился 24 сентября 1936 года в городе Кропоткин Краснодарского края. Окончил Муромское военное училище связи, исторический факультет Московского педагогического института и Военно-политическую академию им. В. И. Ленина.
На военной службе с 1954 года. Служил на командных и политических должностях в Московском, Ленинградском, Прикарпатском военных округах, в Южной группе войск. Находился на военно-дипломатической работе в Кубе и Афганистане.
Был членом Военного Совета — начальником политуправления Центральной группы войск, Западной группы войск, заместителем начальника Главного политического управления Советской Армии и Военно-Морского Флота СССР.
Был депутатом городских и областных Советов народных депутатов, Верховного Совета ряда республик, членом ЦК КП РСФСР.
В запасе с 1992 года.
С 1992 по 1999 год работал в Военно-мемориальном центре Генерального штаба, Военно-историческом центре Вооружённых Сил РФ, был заместителем директора Российского военного историко-культурного центра при Правительстве Российской Федерации.
Руководитель Общественной организации ветеранов Главного политуправления Советской Армии и Военно-Морского Флота и Главного военно-политического управления (ГВПУ) Вооружённых Сил Российской Федерации «Соратники» до 2020 года, первый заместитель председателя Общероссийской общественной организации ветеранов «Российский Союз ветеранов» (2013—2020).
Скончался 21 декабря 2024 года на 89-м году жизни после продолжительной болезни.

## Личная жизнь
Есть сын Сергей и дочь Татьяна.

## Награды
- Орден «Красной Звезды»,
- Орден «За службу Родине в ВС СССР» 2-й степени,
- Орден «За службу Родине в ВС СССР» 3-й степени,
- Медали СССР,
- Медали РФ,
- Медали иностранных государств.